# Dan White
Daniel James White (Long Beach, California, 2 de septiembre de 1946-San Francisco, California, 21 de octubre de 1985), más conocido como Dan White, fue un político y concejal de San Francisco, California, que el 27 de noviembre de 1978 asesinó al alcalde de dicha ciudad, George Moscone, y al concejal y activista gay Harvey Milk. Tras cumplir una pena de siete años por homicidio involuntario en un controvertido juicio, se suicidó en 1985.

## Biografía

### Inicios
Fue el segundo de diez hermanos en el seno de una familia católica de clase media, que durante toda su vida residió en San Francisco. En 1965 se alistó en el ejército llegando a luchar en la Guerra de Vietnam, y en 1972 regresó a su ciudad natal para ejercer como policía. Sin embargo, abandonó el cuerpo tras denunciar una agresión de un compañero a un sospechoso. Tras este episodio, White comenzó a trabajar como bombero en el cuerpo de San Francisco. Allí obtuvo repercusión por su labor, y su rescate de una mujer y su bebé de un séptimo piso fue cubierta por los medios de comunicación, que entonces le calificaron como «el chico de América».

### Etapa como concejal
Con el cambio del sistema de elecciones en San Francisco, por el que los electores pasaban a elegir representantes por distritos, Dan White se presentó en 1977 con el apoyo del Partido Demócrata por el distrito 8, al sureste de la ciudad. El candidato contó con el apoyo de la policía y el cuerpo de bomberos, y fue descrito por New York Times como "un candidato blanco, de clase media y contrario a la creciente comunidad homosexual de San Francisco". Como concejal, White mostró un perfil conservador y marcado por sus convicciones religiosas.
A pesar de mantener diferencias personales con Harvey Milk, ambos lograron acuerdos en muchos ámbitos de la política local y White llegó a proponer a este concejal como líder del comité de transportes de la ciudad. Milk fue incluso uno de los padrinos en el bautizo del primer hijo de White, justo después de las elecciones. Sin embargo, su primer desencuentro fuerte se produjo en 1978, cuando la Iglesia Católica propuso crear un local para reinsertar jóvenes delincuentes en el distrito 8. White se opuso, mientras que Milk encabezó su creación. En ese mismo año, White mantuvo una postura ambigua sobre los derechos LGBT, siendo el único que votó en contra de una iniciativa contra la discriminación de los homosexuales en el trabajo, mientras que Milk destacó por su activismo en favor de este colectivo. Pero, al mismo tiempo, se opuso a la iniciativa Briggs que pretendía prohibir a los gays y lesbianas ejercer la enseñanza en California, y que finalmente fue rechazada por el electorado.

### Asesinato de Moscone y Milk
Después de este episodio, White renunció como concejal el 10 de noviembre de 1978 por "la corrupción en la política de la ciudad" y la imposibilidad de compaginar su cargo público con otro empleo para percibir un salario mayor. Sin embargo, White reconsideró su posición y el 14 de noviembre pidió al alcalde de la ciudad, George Moscone, su readmisión.
Aunque Moscone se mostró favorable en un principio, la oposición de varios concejales encabezados por Harvey Milk hizo que reconsiderara su posición. El 27 de noviembre, White iba a mantener una última reunión con el alcalde antes de que éste hiciera público su rechazo a admitirle de nuevo, y acudió armado con una pistola cargada y diez balas. Entró por el ayuntamiento a través de una ventana para evitar pasar los controles de seguridad, y tras rogarle al alcalde ser reelegido, White efectuó cuatro disparos contra Moscone. Entonces cargó su pistola, y se dirigió a la oficina de Milk para dispararle en cinco ocasiones, una de ellas a bocajarro en la cara. Tras huir, White fue detenido a las pocas horas.
Un policía de California y amigo personal de White aseguró que el asesino confesó que entre sus objetivos también se encontraban los concejales Carol Ruth Silver y Willie Brown. Sin embargo, esto no pudo ser demostrado en su momento en el juicio.

### Juicio
En el juicio, la defensa de White trató de argumentar que el concejal mató a ambas personas de forma involuntaria durante un período de inconsciencia temporal originado por un estado de depresión. Se apoyó la tesis de la depresión con base en varios indicios: White acababa de renunciar a su trabajo, había rehuido a su mujer, descuidaba su apariencia e higiene, y había sustituido su anterior obsesión por la comida sana por el consumo de comida basura. La prensa inmediatamente caricaturizó estos argumentos, interpretando que la defensa atribuía los asesinatos a la mala dieta del acusado (defensa Twinkie). Esta postura se reforzó con una grabación de la confesión de White y el informe de cinco psicólogos.
A pesar de que llevó munición extra y recargó la pistola, lo que podía ser considerado como asesinato y le podía haber costado la pena de muerte, el jurado popular consideró que Dan White era culpable de un homicidio involuntario, por lo que fue condenado a siete años de cárcel con posibilidad de libertad condicional por buena conducta. El veredicto de la Justicia sentó mal en la opinión pública de San Francisco, que se manifestó en masa ante el Ayuntamiento. Ese día ocurrieron varios disturbios, conocidos como White Night Riots.

### Muerte

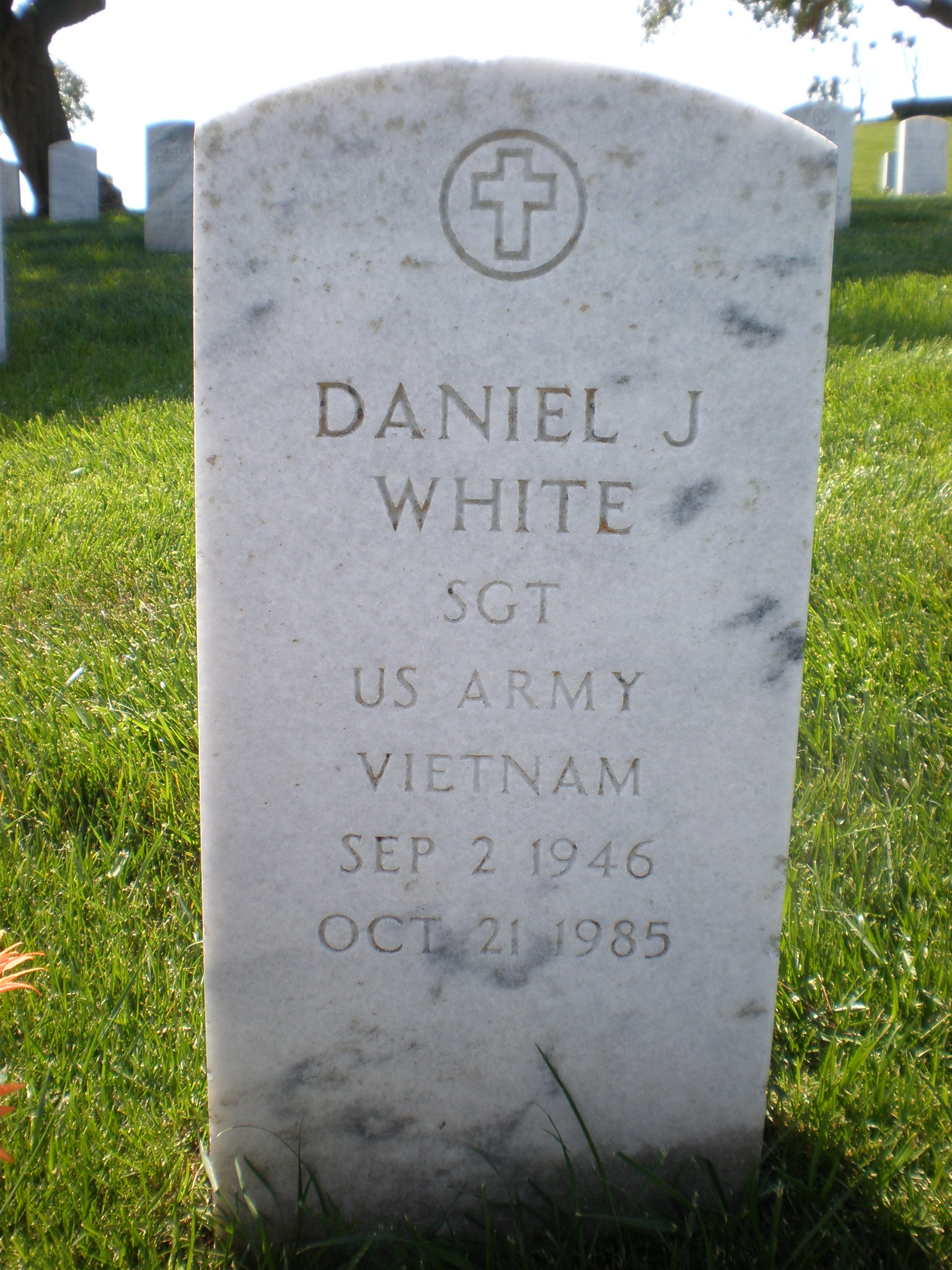
Tumba de Dan White.

White cumplió cinco años de su condena en la prisión estatal de Soledad, y fue liberado el 6 de enero de 1984. Para cumplir su libertad condicional, y con el temor de que pudiera causar problemas en San Francisco, el Estado de California le llevó a Los Ángeles. A pesar de que la alcaldesa de San Francisco, Dianne Feinstein, era contraria a que se trasladase a su ciudad para cumplir el resto de la condena, White logró regresar con su mujer e hijos. Sin embargo, su esposa pidió el divorcio a los pocos meses.
El 21 de octubre de 1985, White se suicidó por intoxicación, al inhalar monóxido de carbono en un coche en su garaje. El cadáver fue descubierto por su hermano Thomas poco antes de las 14:00 horas del mismo día. White fue enterrado en el cementerio de San Bruno, con una lápida de mármol como veterano de guerra.

## Filmografía
- Epstein, Rob (1985). The Times of Harvey Milk.

- En la película Milk (2008) es interpretado por Josh Brolin.